# Златно доба бугарске културе
Крајем 9. и првим деценијама 10. века, Бугарска је искусила изузетан културни преокрет, који је историчарима дао прилику да тај период називају златним доба бугарске културе. Предуслови за њега појавили су се претходних година под влашћу кнеза Бориса I. Он је тај који је, обраћењем и спашавањем рада свете браће Ћирила и Методија, поставио темеље за будући културни развој.
Уз помоћ кнеза Бориса I, Климент и Наум створили су књижевне школе у Охриду и Плиски и започели обуку великог броја студената спремних да наставе свој рад. Такође је наметнуо одлуку Преславског вијећа од 893, проглашавајући словенски језик службеним службеним и црквеним језиком.
Последњи и најважнији предуслов за културни раст земље везан је за сина Бориса Симеона Велики. Бугарска је у свом лицу стекла не само бриљантног војсковођу и доброг дипломату, већ и истакнутог заштитника и културног лика. Цар Симеон је наставио да подржава активности Климента Охридског и Наума Охридског. Тада су на видјело дошле Преславска књижевна школа и Охридска књижевна школа.